# Titularbistum Thucca in Mauretania
Thucca in Mauretania ist ein Titularbistum der römisch-katholischen Kirche.
Es geht zurück auf ein früheres Bistum der antiken Stadt Tucca in der römischen Provinz Mauretania Caesariensis in Nordafrika.
| Titularbischöfe von Thucca in Mauretania | Titularbischöfe von Thucca in Mauretania | Titularbischöfe von Thucca in Mauretania             | Titularbischöfe von Thucca in Mauretania | Titularbischöfe von Thucca in Mauretania |
| ---------------------------------------- | ---------------------------------------- | ---------------------------------------------------- | ---------------------------------------- | ---------------------------------------- |
| Nr.                                      | Name                                     | Amt                                                  | von                                      | bis                                      |
| 1                                        | Ignacio de Alba y Hernández              | emeritierter Bischof von Colima (Mexiko)             | 25. Juli 1967                            | 26. Mai 1978                             |
| 2                                        | William Dermott Molloy McDermott         | Weihbischof in Huancavélica (Peru)                   | 19. Mai 1976                             | 14. Januar 1982                          |
| 3                                        | Osmond Peter Martin                      | Weihbischof in Belize (Belize)                       | 8. Juni 1982                             | 11. November 1983                        |
| 4                                        | Vladimír Filo                            | Weihbischof in Trnava (Slowakei)                     | 17. März 1990                            | 23. November 2002                        |
| 5                                        | François-Xavier Maroy Rusengo            | Weihbischof in Bukavu (Demokratische Republik Kongo) | 22. November 2004                        | 26. April 2006                           |
| 6                                        | William Avenya                           | Weihbischof in Makurdi (Nigeria)                     | 28. November 2008                        | 29. Dezember 2012                        |
| 7                                        | Moon Han-lim                             | Weihbischof in San Martín (Argentinien)              | 6. Februar 2014                          | 5. Dezember 2020                         |
| 8                                        | Wallace Ng’ang’a Gachihi                 | Weihbischof in Nairobi (Kenia)                       | 13. Februar 2024                         |                                          |